# 中央路 (南京)
中央路是中国江苏省南京市城北的一条南北走向的交通干道，北起中央门，南到鼓楼广场，全长3324米。
中央路是1930年代首都规划的一部分，在鼓楼以北的空旷地带开辟这条笔直的南北道路，沙石路面，宽8米，最初名为子午线路。1945年改称中央路。1950年代以后，南京中央门以北地区得到开发，又设置中央门长途汽车站和南京火车站，于是中央路成为连接南京老城区与城北地区的交通主干道，交通流量巨大，于是拓宽为40米。目前大部分为双向六车道，正在改造为双向八车道。
与中央路交汇的东西向道路自北向南有：
- 建宁路
- 龙蟠路
- 黑龙江路
- 新模范马路
- 童家巷
- 湖南路
- 傅厚岗

南京地铁1号线在中央路沿线设有新模范马路、玄武门、鼓楼等车站。地面有21条公交线路通过。